# Levend
Levend foren unes milícies irregulars otomanes a les quals es pagava per jornada de servei. Hi havia els levend de mar (deniz), que servien a la marina i els de terra (kara) que servien al continent. Es creu que el seu nom deriva de l'italià levantino que els venecians donaven als soldats reclutats a les seves possessions al Llevant; el nom el van utilitzar els otomans per designar als mercenaris reclutats a la mar Mediterrània, especialment a Grècia i illes gregues, a Dalmàcia i a la costa occidental d'Anatòlia poblada de grecs.
El nom deriva del Levantino, que significa persona del Llevant (Mediterrani Oriental) en italià. Així era com els italians (genovesos i venecians) solien anomenar els mariners otomans, un nom que va ser adoptat també pels mateixos turc-otomans. L'ús de la paraula levend per a la descripció dels mariners va aparèixer per primera vegada en turc otomà durant el segle xvi. Aquest nom es va aplicar al barri, ja que en el segle xviii, el kapudan paixà otomà Cezayirli Gazi Hasan Paşa tenia una granja aquí i al segle xix es va construir un conjunt de casernes navals en l'àrea de la granja.